# Eulenkopfmeerkatze
Die Eulenkopf- oder Hamlynmeerkatze (Cercopithecus hamlyni) ist eine Primatenart aus der Gattung der Meerkatzen (Cercopithecus) innerhalb der Familie der Meerkatzenverwandten (Cercopithecidae).

## Merkmale
Sie ist mit einem dichten graugrünen Fell bedeckt, das ihr in den Wäldern als Tarnung dient; hervorstechendes Merkmal ist ein weißer senkrechter Nasenstreifen. In Verbindung mit einem waagrechten Überaugenstreifen ergibt das eine auffällige T-förmige Gesichtsmarkierung. Die Tiere erreichen eine Kopfrumpflänge von 50 bis 65 Zentimetern und ein Gewicht von 4 bis 10 Kilogramm, wobei die Männchen deutlich größer werden als die Weibchen.

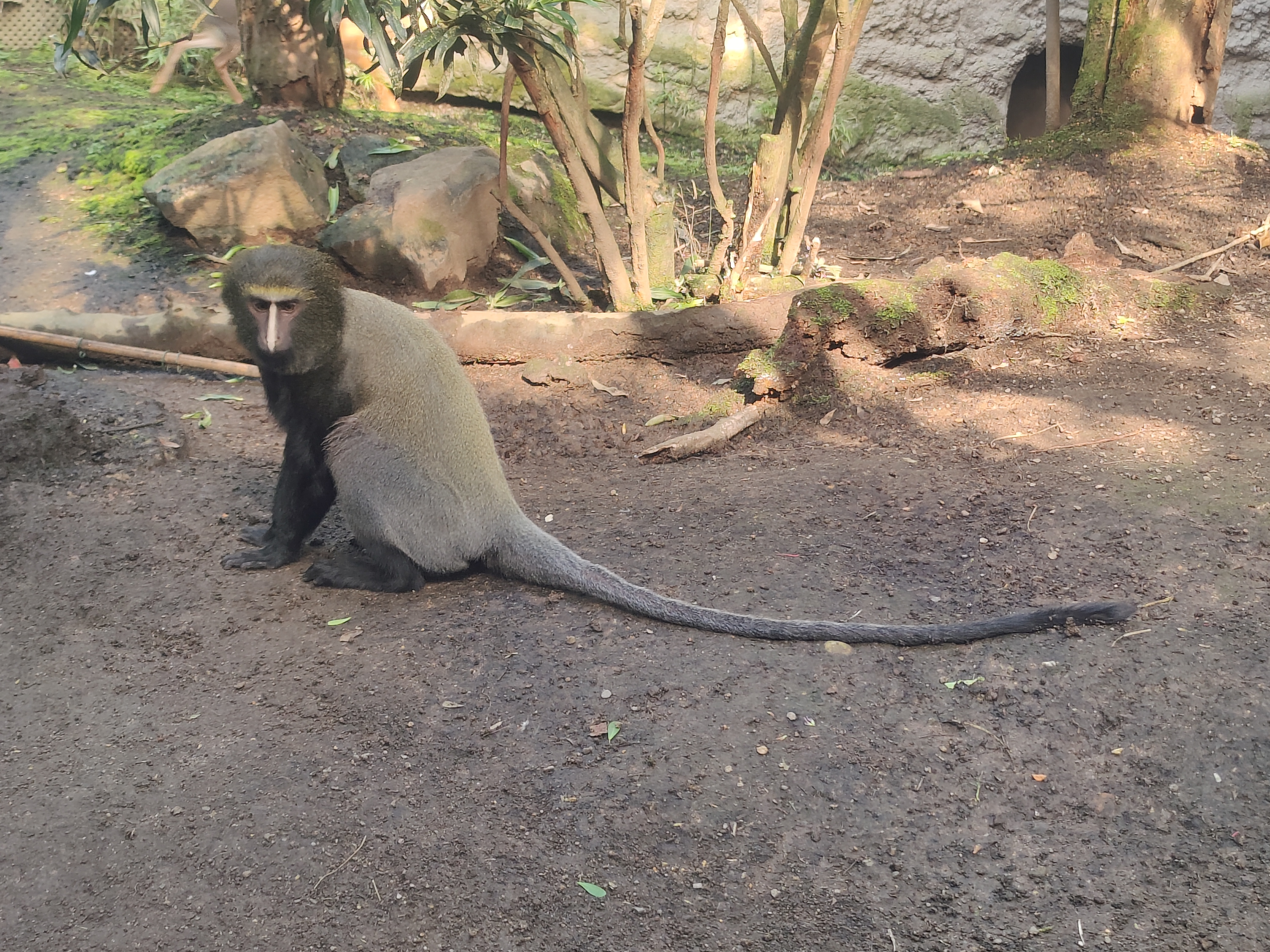
Eulenkopfmeerkatze im Zoo Leipzig

## Verbreitung und Lebensraum

Verbreitungsgebiet der Eulenkopfmeerkatze

Eulenkopfmeerkatzen sind im Osten der Demokratischen Republik Kongo und in Ruanda beheimatet. Ihr Habitat sind dichte Wälder, vorwiegend Bambuswälder.

## Lebensweise
Diese Primaten halten sich sowohl am Boden als auch auf den Bäumen auf und sind tagaktiv. Sie leben in kleinen Gruppen, meist weniger als zehn Tiere. Die Gruppen bestehen aus einem Männchen, mehreren Weibchen und deren Nachwuchs. Sie sind territorial und markieren ihr relativ kleines Territorium mit dem Sekret von Duftdrüsen auf der Brust. Mit einer Reihe von Lauten kommunizieren die Tiere untereinander.
Die Hauptnahrung der Eulenkopfmeerkatzen sind Bambusschößlinge, daneben verzehren sie auch Früchte, Blätter und Knospen anderer Pflanzen.
Nach fünf- bis sechsmonatiger Tragzeit bringt das Weibchen meist ein einzelnes Jungtier zur Welt.

## Bedrohung
Der Lebensraum dieser Tiere ist relativ klein und immer wieder durch Kriege und Zerstörung bedroht, weshalb die IUCN die Art als „gefährdet“ (vulnerable) listet.
In deutschen Zoos werden sie nur in Berlin und Leipzig in einem internationalen Zuchtprogramm gehalten. Seit 2014 erfolgt die Koordinierung des Europäischen Erhaltungszuchtprogramms von Leipzig aus.